# Mireya Moscoso
Mireya Elisa Moscoso de Arias (Ciutat de Panamà, Panamà, 1 de juliol de 1946) va ser la primera dona a exercir la Presidència de la República de Panamà, durant el període de l'1 de setembre de 1999 fins a l'1 de setembre de 2004.

## Biografia
Moscoso pertany a una família de propietaris rurals de Pedasí, a la provincia de Los Santos, és la menor de sis germans i el seu pare era el director de l'escola del poble. Després de graduar-se a l'escola secundària, va treballar com a secretària i en la dècada de 1960 va conèixer Arnulfo Arias.
L'any 1964 inicià la seva carrera política participant en la campanya electoral en favor de la candidatura d'Arnulfo Arias, president de Panamà en diverses ocasions (1940-1941, 1950-1951 i 1968). Després de ser reelegit l'1 d'octubre de 1968, nou dies més tard, va ser deposat pel general Omar Torrijos. Aleshores Moscoso es va unir a Arias a l'exili a Miami, Florida.
En 1969 la parella va formalitzar la seva relació amb el matrimoni i Moscoso va aprofitar el seu forçat exili per aprendre l'anglès i ampliar la seva formació en el Miami Dade Community College.
L'any 1971 retornà provisionalment a Panamà, on fou empresonada abans de reprendre l'exili. Al principi dels anys noranta, i després de la mort del seu marit, ocupà diversos càrrecs al Partido Arnulfista (PA), del qual és presidenta des del 1996.
El 10 de juny de 1978 el matrimoni Arias retorna a Panamà, on els seus seguidors li donaren una rebuda triomfal, després de l'aixecament de la prohibició que pesava sobre els partits polítics i la convocatòria d'eleccions legislatives feta pel president civil instal·lat per Torrijos a 1972, Basilio Lakas Bahas.

## Presidència
El maig de 1999 guanyà les eleccions presidencials amb el 44,9% dels vots, per sobre de Martín Torrijos Espino, que va obtenir el 37,6%, i es convertí en la primera dona presidenta de Panamà. Tot i que la seva formació, el Partido Arnulfista, només disposava de 18 diputats dels 71 del parlament, aconseguí constituir una majoria parlamentària.
L'1 de setembre de 1999, Moscoso va prestar jurament com a presidenta de Panamà per a un mandat que duraria fins a 2004, en una cerimònia celebrada a l'Estadi Nacional de beisbol de Ciutat de Panamà a la qual van assistir 25.000 panamenys i quatre presidents llatinoamericans.
El 31 de desembre de 1999, després de liquidar els detalls de la devolució amb l'expresident Jimmy Carter, assistí a la recuperació del Canal de Panamà i la plena sobirania sobre un territori que havia estat sota control nord-americà des de 1903.
Al maig del 2004 fou derrotada en les eleccions presidencials per Martín Torrijos, fill del dictador i també president Omar Torrijos.